# Ісхакі Гаяз
Гаяз Ісхакі (Іделле, тат. Ğayaz İsxaqıy, Гаяз Исхакый; 22 лютого 1878, сел. Яуширма — 22 липня 1954) — татарський політичний діяч, письменник і журналіст.

## Життєпис

### Ранні роки
Народився в селищі Яуширма. Навчався в медресе Чистополя та Казані, Татарській вчительській школі. У 1901 р. організовує таємну молодіжну організацію «Шәкертлек» і видає рукописну газету «Тәрәкъкый» («Поступ»).
Перший твір письменника-початківця — «Щастя — у знанні» («Тәгаллемдә — сәгадәт») було надруковано у 1897 році. Згодом до нього додалися «Капелюшниця» («Кәләпүшче кыз»), «Життя з трьома дружинами» («Өч хатын белән тормыш»), «Байський син» («Бай угылы»), «Двоє закоханих» («Ике гашыйк») та інші романи й оповідання.
В 1902—1903 роках працює викладачем математики та російської мови в оренбурзькому медресе «Хусаїнія», потім повертається до Казані.

### Революціонер
У 1904 році вийшла повість-антиутопія «Ике йөз елдан соң инкыйраз» («Вимирання через двісті років»), в якому Ісхакі попереджав про загрозу зникнення татарської мови та культури, якщо громада і надалі буде перебувати під впливом мулл-кадимістів і релігійних авторитетів — ішанів та якщо народ не залучать до справжньої освіти.
З початком революції 1905 року Ісхакі бере активну участь у мітингах, сільських сходах, пише статті, видає власну газету «Таң йолдызы» («Ранкова зоря»). Відстоює соціалістичні погляди, близькі до есерівських.[джерело?] У серпні 1905 р. на першому мусульманському з'їзді в Нижньому Новгороді очолює групу соціалістів.
В 1906 році Ісхакі заарештовують і ув'язнюють в чистопольській тюрмі. У 1907 — повторний арешт і заслання до Архангельської губернії, де він знайомиться з Юзефом Пілсудським. В 1909 році, не дочекавшись звільнення, тікає з заслання, спочатку — до Петербурга, а згодом — до Османської імперії, де якраз відбулася Молодотурецька революція. Займається літературною творчістю, бере активну участь у громадському житті, друкує статті, відверто критикуючи османське суспільство.
В 1911 р. Ісхакі нелегально повертається до Росії, живе у Петербурзі, але у 1912 році його вистежують, заарештовують і знову засилають до міста Мезень. Наступного року він виходить на свободу за амністією і з тріумфом повертається на батьківщину.
Ісхакі знову пише. З-під його пера виходять «Пекло», «Чи це життя?», «Мулла бабай», «Солдат», «Маячня», «Зулейха», «Вчителька». Не залишає він і політичну діяльність, друкується у Казані, Москві, Петербурзі, видає власну газету «Іль» («Вітчизна»), яку закривають в 1915 р. Забороняють і наступний його часопис «Сюз» («Слово»).

### Державний діяч

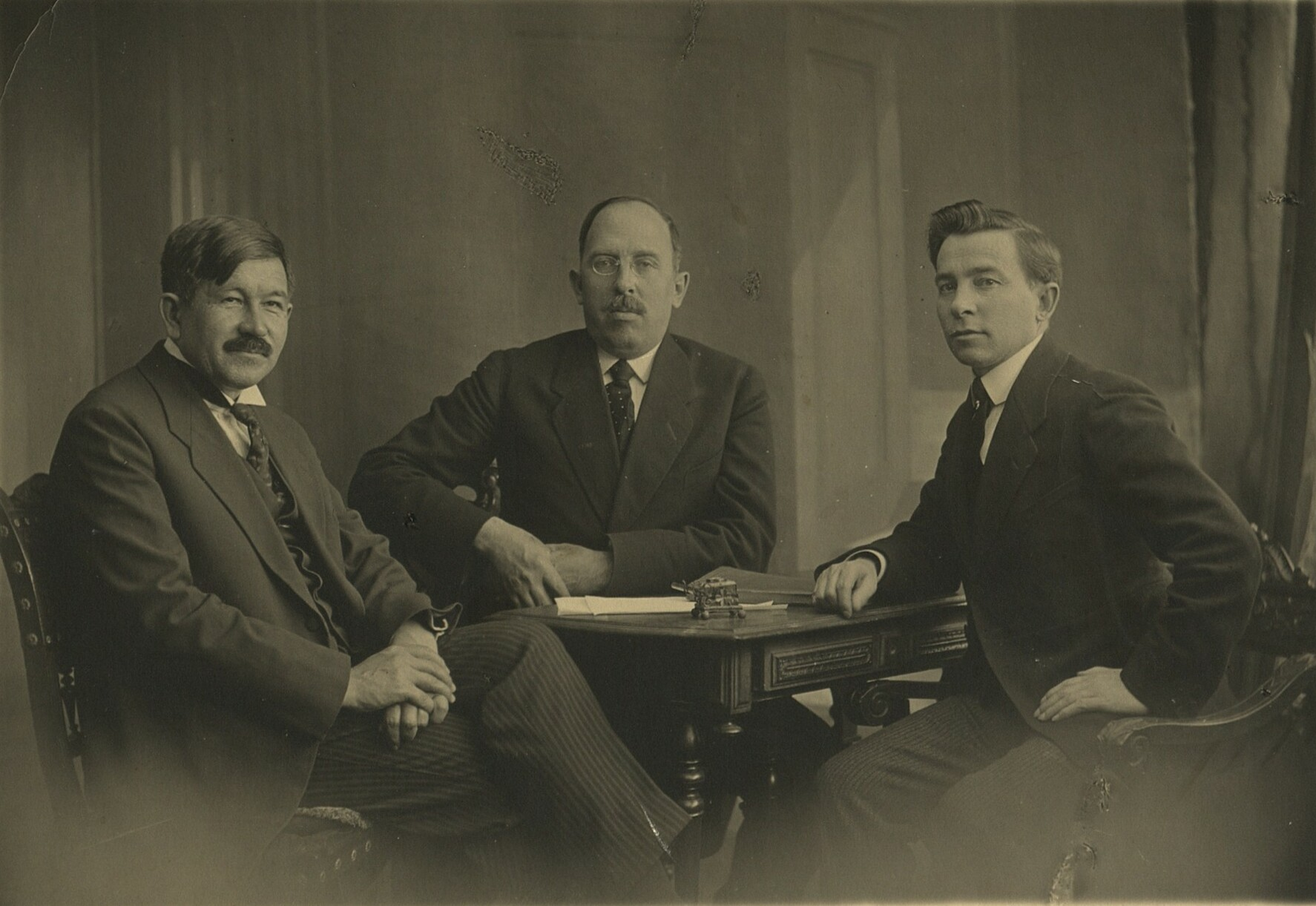
Лідери татарського національного руху — Гаяз Ісхакі, Садрі Максуді, Фуад Туктаров

Після лютневої революції стає одним з визнаних лідерів національного руху. Загальноросійський мусульманський з'їзд (Москва, травень 1917) за активної участі Ісхакі вимагає перетворення Росії на федеративно-демократичну республіку із забезпеченням всебічної автономії мусульман. За його ініціативою створюють і Центральну національну раду.
На казанському II з'їзді мусульман Ісхакі обирають до «Міллі Шура» («Національної Ради») на чолі з Садрі Максуді. «Міллі Меджліс» («Національний Конгрес»), що працював з кінця 1917 — до початку 1918 року в Уфі, проголошує створення Штату Ідель-Урал на теренах колишніх Казанської, Уфимської та Оренбурзької губерній і формує «Міллі ідаре» («Національну адміністрацію») з шести департаментів. Гаяз Ісхакі очолює Департамент закордонних справ.
Після того як більшовики знищили Ідель-Урал, Ісхакі змушений піти в підпілля. Із відступом більшовиків Національна адміністрація відновила свою роботу, але прихід до влади Колчака призвів до нових переслідувань ватажків національного руху — цього разу судових.

### Еміґрант
В 1919 році Ісхакі, як представник Ідель-Уралу вирушає до Парижа — на мирну конференцію. Зворотний шлях до Татарстану для нього закривається.
Він стає одним із лідерів татарської еміграції, не припиняючи водночас літературної роботи. Він пише драми «Між двох вогнів», «На хвилях», романи «Дорогою додому», «Осінь», «Велике свято», комедію «Жан Баєвич». З 1928 р. видає в Берліні журнал «Міллі юл» (Шлях нації).
В 1934–1938 рр. Ісхакі відвідує Китай, Корею, Японію, всюди намагаючись згуртувати громаду і організувати її для боротьби за права свого народу. Організовує часопис «Міллі байрак» (Національний прапор). Національний Курултай обирає Ісхакі головою своєї Національної Ради.

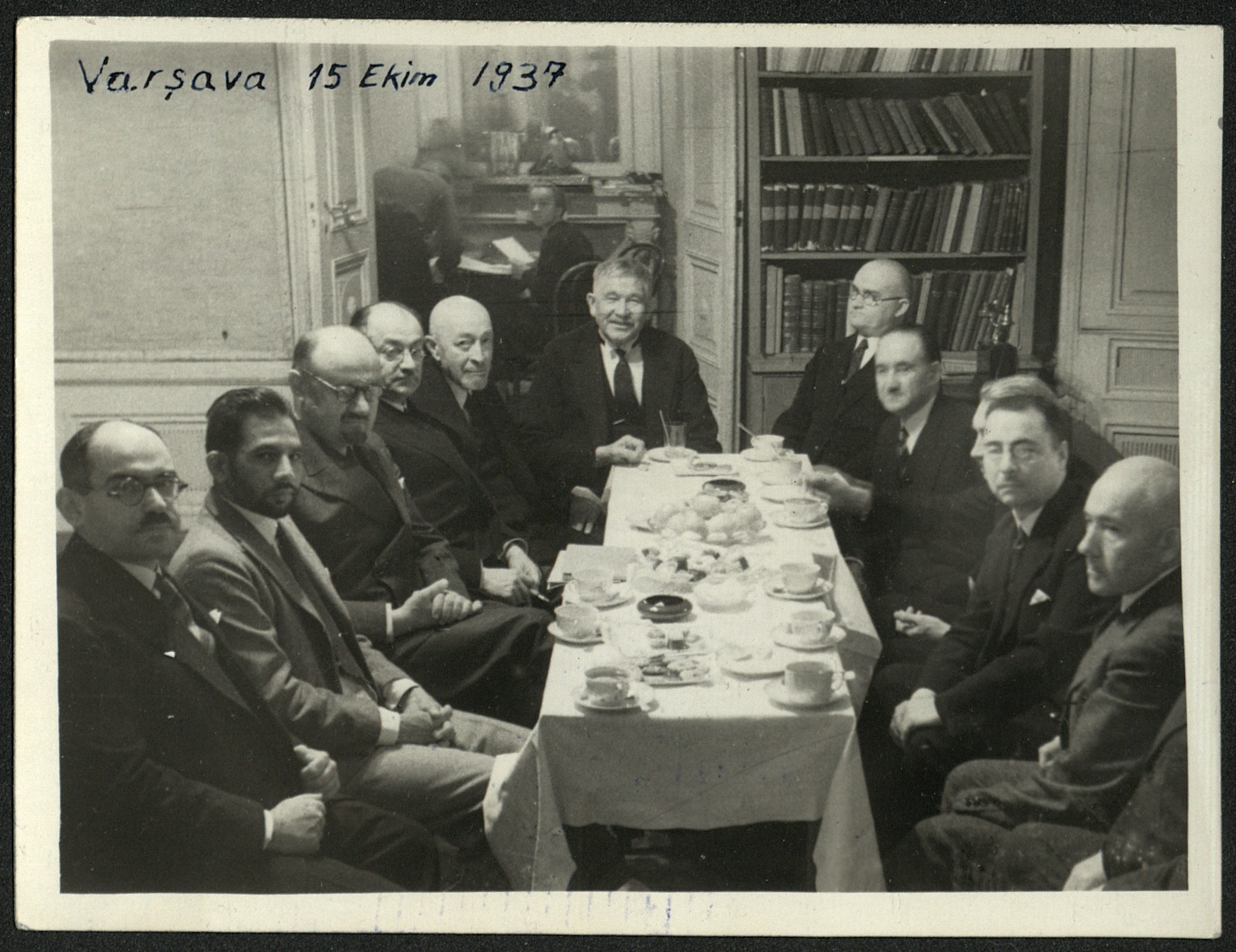
Під час святкування 40-річчя творчої діяльності Гаяза Ісхакі у Варшаві, 1937 р.
Ліворуч сидять: 3-й Р. С. Смаль-Стоцький, 4-й В.-Г. Джабагієв, 6-й Г. Ісхакі, 7-й М. М. Ковальський, 8-й М. Е. Расулзаде

У Варшаві за пропозицією свого старого товариша Юзефа Пілсудського бере участь в роботі організації антисталінського спрямування «Прометей», що об'єднувала емігрантів різних національностей. З початком другої світової війни залишає Польщу і переїжджає до Туреччини.
Помер в Анкарі 24 липня 1954 року. Похований на цвинтарі Едірнекапи у Стамбулі.